# Paquistão nos Jogos Olímpicos de Verão de 1968
O Paquistão competiu nos Jogos Olímpicos de Verão de 1968, realizados em Cidade do México, México.